# Душан Пешич
Душан Пеши́ч (серб. Душан Пешић / Dušan Pešić, 26 квітня 1955, Крушевац) — югославський футболіст, нападник. Виступав у складі збіорної Югославії.

## Клубна кар'єра
Пешич розпочав кар'єру в сезоні 1975/76 у друголіговому «Напредаку» (Крушевац). У своєму дебютному сезоні він допоміг команді піднятись до Першої ліги. Однак у наступному році він повернувся у другий дивізіон, але в сезоні 1977/78 знову ввийшов до еліти.
У 1980 році перейшов до іншої команди першої ліги «Хайдук» (Спліт). У сезонах 1980/81 і 1982/83 він ставав з командою віцечемпіоном Югославії, а в сезоні 1983/84 здобув Кубок Югославії. Загалом провів за команду 110 ігор і забив 27 голів в усіх турнірах.
У 1984 році Пешич приєднався до турецького «Фенербахче». У сезоні 1984/85 з ним виграв чемпіонат Туреччини і протягом чотирьох сезонів був основним гравцем «Фенербахче».
У сезоні 1988/89 грав за інший місцевий клуб «Сакар'яспор», а потім завершив кар'єру.

## Виступи за збірну
30 березня 1980 року дебютував у національній збірній Югославії в матчі проти Румунії на Балканському кубку, здобувши перемогу з рахунком 2:0.
У тому ж році він був включений до заявки олімпійської збірної на літніх Олімпійських іграх 1980 року, які Югославія закінчила на 4-му місці, а Душан зіграв 3 матчі.
Його останній матч за збірну відбувся 12 листопада 1983 року в товариському матчі проти Франції (0:0). Загалом у 1980—1983 роках провів 4 матчі за національну збірну.

### Список матчів
| Дата       | Місто      | Господарі | Результат | Гості    | Турнір            | Голи | Примітки |
| ---------- | ---------- | --------- | --------- | -------- | ----------------- | ---- | -------- |
| 30-3-1980  | Белград    | Югославія | 2 – 0     | Румунія  | Балканський кубок | -    | 68'      |
| 7-6-1983   | Люксембург | Югославія | 2 – 4     | ФРН      | товариський матч  | -    | 88'      |
| 12-10-1983 | Белград    | Югославія | 2 – 1     | Норвегія | Відбір до ЧЄ 1984 | -    | 88'      |
| 12-11-1983 | Загреб     | Югославія | 0 – 0     | Франція  | товариський матч  | -    | 46'      |
| Усього     |            | Матчів    | 4         |          | Голів             | 0    |          |

## Досягнення
- Володар Кубка Югославії: 1983/84
- Чемпіон Туреччини: 1984/85
- Володар Суперкубка Туреччини: 1984, 1985